# Sida linifolia
Sida linifolia är en malvaväxtart som beskrevs av Antonio José Cavanilles. Sida linifolia ingår i släktet sammetsmalvor, och familjen malvaväxter. Inga underarter finns listade i Catalogue of Life.

## Bildgalleri

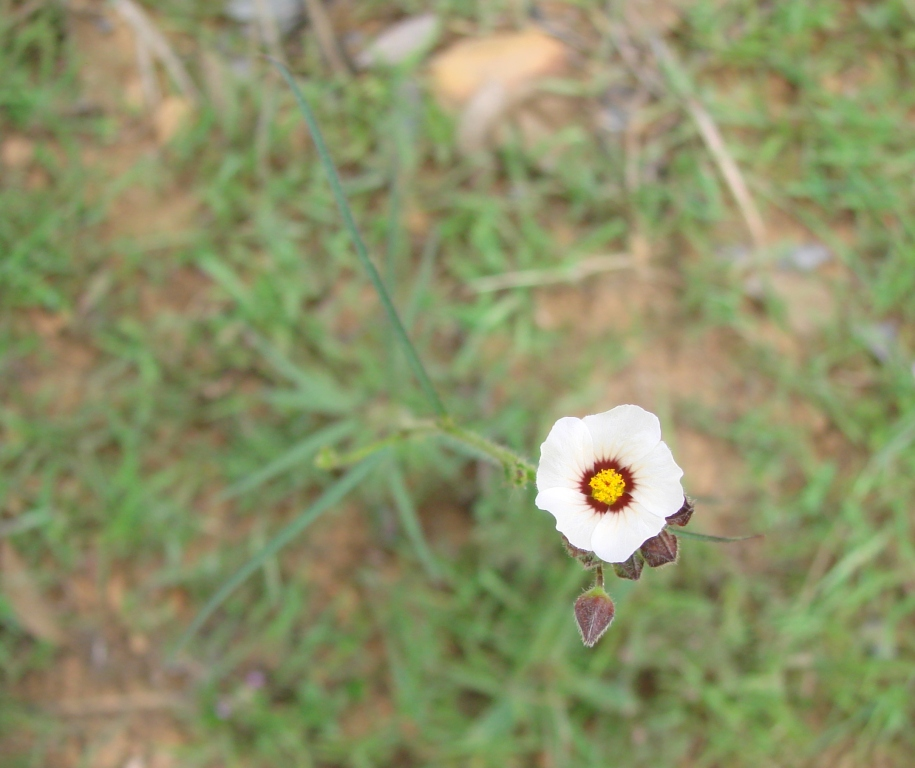
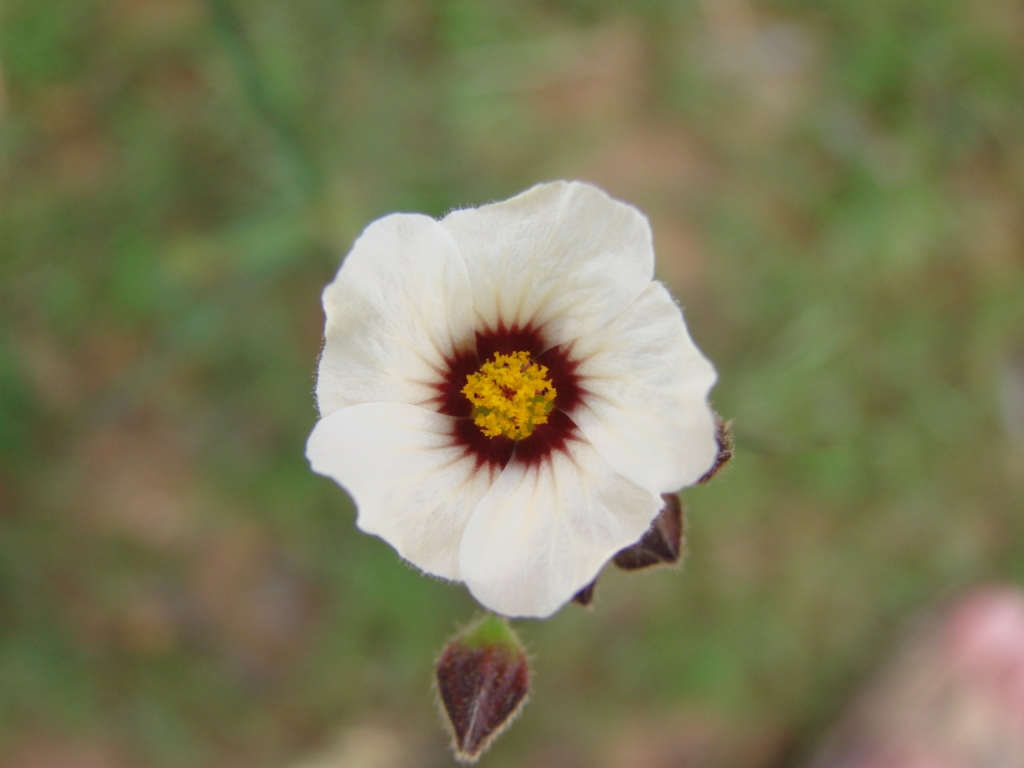